# Жута чапља
Жута чапља (лат. Ardeola ralloides) мала је врста чапље. Спада у птице Старог света, размножава се у Западној Европи и ширем Блиском истоку.

## Опис
Има кратак врат, кратак крупан кљун и смеђа леђа. Достиже дужину 44—47 cm, од чега је дужина тела 20—23 cm, распон крила је 80—92 cm. На лето, одрасле јединке имају дуго перје на врату. Њен изглед се мења током летења, када изгледа као да је беле боје, захваљујући боји својих крила. 

## Понашање
Жута чапља је селица, и зиму проводи у Африци. Ретко одлази северније од својих области за размножавање. 
Ова врста чапље се размножава у влажним мочварама у топлим земљама. Гнезди се у малим колонијама, често уз друге врсте птица, углавном на дрвећу или у жбуњу. Женка излеже три до четири јајета. Хране се рибом, жабама и инсектима.

## Галерија
- Жута чапља
- Жута чапља на грани дрвета
- Жута чапља у лету
- Јаја жуте чапље